# Responsabilidade social corporativa
A responsabilidade social corporativa descreve a contribuição voluntária das empresas para o desenvolvimento sustentável que vai além dos requisitos legais. RSC significa atividade empreendedora responsável na atividade empresarial real (mercado), sobre aspectos ecologicamente relevantes (meio ambiente) até as relações com os empregados (local de trabalho) e o intercâmbio com as partes interessadas relevantes.
Estudar a responsabilidade social corporativa, no século XXI, obriga a recuar um século e começar por abordar as primeiras preocupações sociais das empresas. A sensibilidade para o tema teve o seu início nos Estados Unidos, a partir de meados do século XX, porém a Europa assumiu especial relevância tanto na implementação deste tipo de políticas, como na reflexão acadêmica sobre o tema.
E o tema nem sempre foi consensual. Se, por um lado, a grande maioria dos autores identifica as vantagens de as empresas (e outras organizações) implementarem as suas políticas de RSC, as empresas geralmente não apreciam alocar seus recursos a outros fins que não a busca pela maximização dos lucros. Milton Friedman, ganhador do Prémio de Ciências Económicas em Memória de Alfred Nobel, defendeu, num artigo publicado no suplemento dominical do jornal The New York Times, que o dever das empresas consiste em gerar lucros, e refuta a ideia de responsabilidade social das empresas, defendendo que apenas as pessoas podem praticar a responsabilidade social.
A sociedade tem-se organizado tendo em vista a adopção por parte das empresas de um conjunto cada vez maior de iniciativas que revelem preocupações sociais. Surgiram as normas e certificações, internacionais e nacionais, e sucede-se a criação de entidades supraempresariais que pretendem ser parceiros na implementação de políticas de RSC e veículo na transmissão de boas práticas.
A situação do Reino Unido mostra que há ainda um longo caminho a percorrer neste campo, na Europa. No ano 2000, o governo nomeou um ministro para a responsabilidade social das empresas, e o Parlamento fundou um Grupo Interministerial para melhorar a coordenação entre as ações governamentais inseridas neste contexto.

## Evolução do conceito de RSC
Da parte dos acadêmicos, também a discussão foi elevada para um nível diferente, mais abrangente, e que tem situado a reflexão no modo como a gestão das empresas pode desenrolar o seu papel nas preocupações sociais da forma mais eficiente.
Hoje em dia, já não se fala apenas em responsabilidade social corporativa, mas entrou-se já no domínio da filantropia estratégica. Quer isto dizer que, o que antes se entendia por práticas de RSC, muitas delas são hoje simples procedimentos obrigatórios por lei, a que as organizações estão obrigadas. Por isso, a RSC já não se confina apenas àquilo que é exigido por lei, ou a ações dispersas sem uma lógica e um plano por detrás, mas este âmbito é já uma parte integrante das estratégias centrais da maioria das organizações.
O conceito de Responsabilidade Social Corporativa tem relação com o compromisso das empresas com a sociedade. Vai além de questões económicas, como a geração de lucros e empregos. 
Uma empresa socialmente responsável deve traçar as ações numa gestão ética e transparente. Para isso, precisa de envolver questões como a qualidade de vida e o bem-estar do público interno da empresa, o relacionamento com os stakeholders e a redução de impactos negativos na comunidade e no ambiente. 

## Comunicação de RSC
Comunicar políticas de RSC requer um cuidado redobrado, devido ao risco de se gerar um efeito contrário ao pretendido. Este factor deve-se a uma tendência que marcou a área da responsabilidade social no passado, nomeadamente o conceito de greenwashing. Por este motivo, é necessário garantir que as práticas comunicadas pelas organizações são verdadeiras e estão de acordo com a sua postura global, uma vez que hoje existe um acesso privilegiado à informação por parte das populações, que são também cada vez mais críticas da informação que lhes é disponibilizada.